# Верхній Інгал
Верхній Інга́л (рос. Верхний Інгал) — присілок у складі Ісетського району Тюменської області, Росія.
Населення — 484 особи (2010, 480 у 2002).
Національний склад станом на 2002 рік:
- татари — 91 %